# ヴェリジー＝ヴィラクブレー
ヴェリジー＝ヴィラクブレー （Vélizy-Villacoublay）は、フランス、イル＝ド＝フランス地域圏、イヴリーヌ県のコミューン。

## 地理
ヴェリジー＝ヴィラクブレーはヴェルサイユの東約3km地点にある。パリを見下ろす高台の上にあり、北東をムードン、東をクラマール、南をビエーヴル川と接する。
コミューン域のほとんどが都市化されているが、ムードンの森と境界を接しており、森の面積のうち300ヘクタールはヴェリジー＝ヴィラクブレーに属する。
A86、RN118、RN12が通る。RER C線ヴェリジー＝ヴィラクブレー駅がある。

## 歴史
ヴィラクブレーのvillaはラテン語のヴィッラに由来する。ヴィラクブレーとは、ラテン語のヴィッラと、ガロ＝ローマ語の姓Escoblenusとの組み合わせによる。
かつてコミューンは3つの所領に分かれていた。11世紀には、その名がヴェリジー、ヴィラクブレー、ウルシーヌであったと伝えられている。これらの所領は17世紀から18世紀までに次第に王家の所領となっていった。
1910年、ヴェリジー＝ヴィラクブレー飛行場が建設された。現在はフランス空軍のヴィラクブレー空軍基地となっている。
2009年、コミューンは花のまちコンクールで4ツ星を獲得した。

## 姉妹都市
- ディーツェンバッハ、ドイツ
- ハーロウ、イギリス